# Chris Babb
Chris Babb (ur. 14 lutego 1990 w Topeka) – amerykański koszykarz, rzucający obrońca, aktualnie zawodnik ASP Promitheas Patras.
27 lipca 2015 roku trafił w wyniku wymiany do klubu Golden State Warriors.
14 lipca 2019 został zawodnikiem greckiego ASP Promitheas Patras.

## Osiągnięcia
Stan na 20 marca 2020, na podstawie, o ile nie zaznaczono inaczej.
NCAA
- Mistrz NIT (2009)
- Zaliczony do I składu:
  - defensywnego Big 12 (2013)
  - turnieju South Padre Island Invitational (2012)

Klubowe
- Wicemistrz: 
  - Eurocup (2018)
  -  Niemiec (2016)
- Zdobywca pucharu Rosji (2018)
- Finalista pucharu Grecji (2020)

Indywidualne
- Zaliczony do:
  - I składu ligi niemieckiej BBL (2017)
  - II składu D-League (2015)
  - III składu:
    - debiutantów D-League (2014)
    - defensywnego D-League (2014, 2015)
- Uczestnik meczu gwiazd D-League (2015)